# جاك روش (صحفي)
جاك روش (بالفرنسية: Jacques Roche)‏ هو صحفي وشاعر هايتي، ولد في القرن العشرين في كافايون في هايتي، وتوفي في 14 يوليو 2005 في هايتي.